# Leisure
Leisure es el álbum de estudio debut de la banda de Britpop británica Blur, lanzado el 26 de agosto de 1991 por el sello discográfico Food Records.

## Contenido
La versión original de «Sing», titulada «Sing (To Me)», se grabó como demo a finales de 1989 con el nombre anterior de la banda Seymour, y se puede escuchar en el sencillo promocional raro que se lanzó durante una década más tarde, en febrero de 2000, y en el primero de un set de 4 discos con material raro en la caja recopilatoria Blur 21.
La fotografía de la portada fue tomada en mayo de 1954 por Charles Hewitt, para un artículo de moda de Picture Post sobre gorras de baño llamado «Glamour in the Swim».

## Lanzamiento
El álbum fue lanzado el 26 de agosto de 1991 en el Reino Unido por el sello discográfico Food. Se lanzó en los EE. UU. un mes después con una lista de canciones diferente: esta versión se carga con los tres sencillos de Blur en el Reino Unido, y la canción «Sing» fue reemplazada por «I Know», anteriormente el lado A con «She's So High». La versión canadiense tiene la misma lista de pistas que la versión del Reino Unido.
Leisure alcanzó el puesto 7 en la lista de álbumes del Reino Unido.  El álbum fue certificado oro en el Reino Unido.
Como parte del 21 aniversario del álbum, Leisure fue remasterizado y reeditado junto con los otros álbumes de estudio de la banda el 30 de julio de 2012. El álbum fue reeditado por segunda vez, en vinilo, el 26 de agosto de 2016.

## Recepción y legado
Leisure recibió críticas mixtas de la prensa musical británica. El entusiasta David Cavanagh escribió en la revista Select que «Los cuatro chicos de Blur se han asegurado una gran ventaja en lo que está en juego con el ser tomado en serio con la emoción que han tallado en los ritmos de Leisure». Concluyó que «Leisure, en resumen, es una de esas ocasiones felices en las que la publicidad está en lo cierto». Paul Davies, de la revista Q, calificó el álbum con cuatro de cinco estrellas y sintió que cumplía la promesa inicial que Blur mostró: «Este último grupo de cadetes pop con flecos flexibles y ropa holgada deberían consumar su floreciente romance pop con un estilo elegante», explicó Davies, porque Leisure es un cofre del tesoro sustancialmente abastecido de singles de éxito que esperan suceder». Alexis Petridis sin embargo, afirmó que «según la evidencia de este álbum, no parecen saber lo que están haciendo y como resultado cometen errores espantosos por todas partes». También describió a las letras como «malas».
En una entrevista de 2007, el cantante principal de Blur Damon Albarn expresó su disgusto por el álbum, describiéndolo como «horrible» y siendo uno de los dos «malos discos» que ha hecho en su carrera (el otro es el álbum The Great Escape). Albarn amplió aún más la grabación del álbum en 2014, explicando que «no fue una experiencia particularmente feliz» y sugirió que la banda estaba demasiado interesada en complacer al sello discográfico capitalizando un sonido que era popular en ese momento. La banda rara vez tocó temas del álbum en vivo en giras posteriores, y solo los sencillos «There's No Other Way» y «She's So High» se incluyeron con frecuencia en las listas de canciones.
«Sing» se incluyó en la banda sonora de Trainspotting en 1996. En 2008, Coldplay anunció el lanzamiento de Viva la Vida or Death and All His Friends que «Sing» proporcionó un punto de partida para «Lost!».

## Lista de canciones
Todas las canciones escritas por Blur.

| N.º   | Título                 | Duración |  |
| 1.    | «She's So High»        | 4:46     |  |
| 2.    | «Bang»                 | 3:36     |  |
| 3.    | «Slow Down»            | 3:11     |  |
| 4.    | «Repetition»           | 5:25     |  |
| 5.    | «Bad Day»              | 4:23     |  |
| 6.    | «Sing»                 | 6:01     |  |
| 7.    | «There's No Other Way» | 3:25     |  |
| 8.    | «Fool»                 | 3:14     |  |
| 9.    | «Come Together»        | 3:51     |  |
| 10.   | «High Cool»            | 3:37     |  |
| 11.   | «Birthday»             | 3:50     |  |
| 12.   | «Wear Me Down»         | 4:52     |  |
| 50:13 |                        |          |  |

- Nota: Las ediciones estadounidenses y japonesas del álbum tienen listas de reproducción diferentes.

| Leisure – Disco extra de la edición de lujo del 21.º aniversario |                                            |          |  |
| N.º                                                              | Título                                     | Duración |  |
| 1.                                                               | «I Know» (Versión extendida)               | 6:31     |  |
| 2.                                                               | «Down»                                     | 5:59     |  |
| 3.                                                               | «There's No Other Way» (Versión extendida) | 3:59     |  |
| 4.                                                               | «Inertia»                                  | 3:49     |  |
| 5.                                                               | «Mr Briggs»                                | 3:59     |  |
| 6.                                                               | «I'm All Over»                             | 2:00     |  |
| 7.                                                               | «Won't Do It»                              | 3:20     |  |
| 8.                                                               | «Day Upon Day» (En vivo)                   | 4:14     |  |
| 9.                                                               | «There's No Other Way» (Blur Remix)        | 4:57     |  |
| 10.                                                              | «Bang» (Versión extendida)                 | 4:26     |  |
| 11.                                                              | «Explain»                                  | 2:45     |  |
| 12.                                                              | «Luminous»                                 | 3:14     |  |
| 13.                                                              | «Berserk»                                  | 6:43     |  |
| 14.                                                              | «Uncle Love»                               | 2:31     |  |
| 15.                                                              | «I Love Her» (Demo)                        | 3:36     |  |
| 16.                                                              | «Close»                                    | 3:03     |  |

## Personal
- Damon Albarn - voz principal, teclados, producción de «Sing», «Inertia» y «Mr. Briggs»
- Graham Coxon - guitarras, coros, producción de «Sing», «Inertia» y «Mr. Briggs»
- Alex James - bajo, producción de «Sing», «Inertia» y «Mr. Briggs»
- Dave Rowntree - batería, percusión, producción de «Sing», «Inertia» y «Mr. Briggs»
- Steve Lovell - producción de «She's So High» y «I Know»
- Steve Power - producción de «She's So High» y «I Know»
- Mike Thorne - producción de «Fool», «Birthday» y «Wear Me Down»
- Stephen Street - producción de «There's No Other Way», «Bang», «Slow Down», «Repetition», «Bad Day», «High Cool» y «Come Together»

## Listas y certificaciones
| Listas (1991)         | Posición |
| --------------------- | -------- |
| European Albums Chart | 78       |
| UK Albums Chart       | 7        |

| Región                                                          | Certificación | Ventas   |
| --------------------------------------------------------------- | ------------- | -------- |
| Reino Unido (BPI)                                               | Oro           | 100,000^ |
| ^ Las cifras de envíos se basan únicamente en la certificación. |               |          |